# Pilea napoana
Pilea napoana är en nässelväxtart som beskrevs av A. Gilli. Pilea napoana ingår i släktet pileor, och familjen nässelväxter. Inga underarter finns listade i Catalogue of Life.